# نورا غوربي
نورا غوربي (بالمجرية: Nóra Görbe)‏ هيَ مغنية بوب وَممثلة مجرية.

## حياتها
وُلدت نُورا في 3 سبتمبر 1956، ووالدها هوَ الممثل السينمائي يانوس غوربي، وهي متزوجة من المنُتج السينمائي غيورغي غات، ولديها طفلان منه.
كانت نورا في بداية حياتها راقصة باليه، وبعد ذلك تحولت إلى التَمثيل، حيثُ ظهرت في عدد من الأفلام التلفزيونية والمَسرحيات، كما تُعتبر من مُغني البَوب المجريين.

## روابط خارجية
- نورا غوربي على موقع IMDb (الإنجليزية)
- نورا غوربي على موقع قاعدة بيانات الفيلم (الإنجليزية)